# Ailleville
Ailleville és un municipi francès situat al departament de l'Aube i a la regió del Gran Est. El 2017 tenia 251 habitants.